# Cronaxia

Fig. 1 - Reobase y cronaxia son aquellos puntos definidos en la curva de fuerza-duración sobre un tejido.

En la descripción matemática que se hace del sistema nervioso, se denomina cronaxia (o cronaxy) al intervalo de tiempo necesario para conseguir una respuesta mínima al aplicar una corriente eléctrica con una intensidad doble de la reobase (respuesta motora o sensitiva, aunque habitualmente se hace referencia a la motora). Los términos "cronaxia" y "reobase" fueron acuñados en 1909 por el fisiólogo francés Louis Lapicque. 
 Es por lo tanto una medición de la excitabilidad del tejido nervioso o muscular. Se denomina igualmente tiempo de utilización al tiempo necesario para que la reobase tenga efecto. 

## Concepto
La cronaxia sería la intensidad doble de la reobase, al ser analizada en un diagrama fuerza-duración (como el de la Figura 1). El instrumento para medir la cronaxia de un tejido se denomina cronaxímetro y es descrita en unidades de tiempo, como por ejemplo: milisegundos. Los valores de cronaxia dependerán en gran medida del músculo estimulado. Algunas substancias modifican el valor de cronaxia de los músculos, un caso es el curare (eleva la cronaxia muscular sin tocar la cronaxia nerviosa.). Gracias a las determinaciones de cronaxia muscular se está en situación de diferenciar precozmente entre una parálisis definitiva de un temporal.